# Sabanejewia baltica
 Sabanejewia baltica és una espècie de peix de la família dels cobítids i de l'ordre dels cipriniformes.